# Beloslav Peak
Der Beloslav Peak (englisch; bulgarisch връх Белослав wrach Beloslaw) ist ein 2100 m hoher Berg im westantarktischen Ellsworthland. Im südöstlichen Teil der Sentinel Range des Ellsworthgebirges ragt er 4,44 km südöstlich des Mount Havener, 8,37 km südwestlich des Gubesh Peak, 4,97 km nordwestlich des Taylor Spur und 8,92 km nordöstlich des McPherson Peak als einer der Gipfel der Doyran Heights auf. Der Guerrero-Gletscher liegt südwestlich, das Sikera Valley östlich von ihm.
US-amerikanische Wissenschaftler kartierten ihn 1988. Die bulgarische Kommission für Antarktische Geographische Namen benannte ihn 2011 nach der Stadt Beloslaw im Nordosten Bulgariens.